# Sunny Pogodna
Sunny Pogodna (org. Sunny Day) amerykański serial animowany dla dzieci wyprodukowany przez Silvergate Media, emitowany na kanele Nick Jr w latach 2017–2019.

## Fabuła
Fabułą serialu są przygody 23-letniej(prawdopodobnie) Sunny, stylistki i właścicielki salonu fryzjerskiego. Wraz z nią w zakładzie pracują jej przyjaciółki Rox i Blair. Każdy odcinek opowiada o innym problemie, który rozwiązać musi Sunny z pomocą przyjaciółek i wiernego psa Grzywka (org. Doodle).

## Dubbing
| Postacie     | Wersja angielska (USA) | Wersja polska      |
| Sunny        | Lilla Crawford         | Natalia Jankiewicz |
| Pies Grzywek | Rob Morrison           | Piotr Bajtlik      |
| Rox          | Elan Luz Rivera        | Magdalena Wasylik  |
| Blair        | Taylor Louderman       | Barbara Garstka    |

## Ciekawostki
- Po odfuzji Nick Jr z Nicktoons w 2019, serial Sunny Pogodna nie pojawił się już w telewizji.
- Chociaż serial jest amerykański, nigdy nie jest wyjaśnione, gdzie toczy się akcja.